# Homomonument
El Homomonument es un monumento conmemorativo en el centro de Ámsterdam, la capital de los Países Bajos. El monumento recuerda a todos los homosexuales, gays y lesbianas, que han sido sujetos a persecuciones por su orientación sexual. Inaugurado el 5 de septiembre de 1987, tiene la forma de tres grandes triángulos rosas realizados en granito, colocados en suelo formando los vértices de un triángulo mayor en la orilla del canal Keizersgracht, cerca de la histórica iglesia de Westerkerk.
El Homomonument fue diseñado para «inspirar y apoyar a las lesbianas y los gais en su lucha contra la negación, la opresión y la discriminación.» Fue construido por una iniciativa de mayo de 1979 del movimiento LGBT neerlandés, con el apoyo de grupos de otros países.
Una versión en miniatura puede ser vista en el parque Madurodam de La Haya. El modelo a escala fue inaugurado el 24 de octubre de 2006 por el alcalde de Ámsterdam, Job Cohen, y el presidente del COC, Frank van Dalen.

## Origen
La idea de un monumento permanente a las víctimas de la persecución gais y lesbianas data de 1970, cuando activistas gais fueron arrestados por intentar colocar una corona de laureles en el monumento nacional que conmemora a las víctimas de la guerra en la plaza Dam en el centro de Ámsterdam. La corona fue retirada por la policía y denunciada como una vergüenza.
Hicieron falta ocho años para reunir los 180.000 € necesarios para construirlo. La mayoría provino de donaciones de individuos y organizaciones. El parlamento neerlandés donó 50.000 € y la ciudad de Ámsterdam y la provincia de Holanda Septentrional también realizaron contribuciones.
En 1980, diversos artistas fueron invitados a presentar sus diseños y un jurado, formado por expertos en arte y diseño, eligió un diseño presentado por Karin Daan, basado en el triángulo rosa. Con el triángulo en el agua como punto central, Daan expandió el diseño para hacer su idea tan monumental como fuera posible sin perturbar los alrededores.

## Descripción

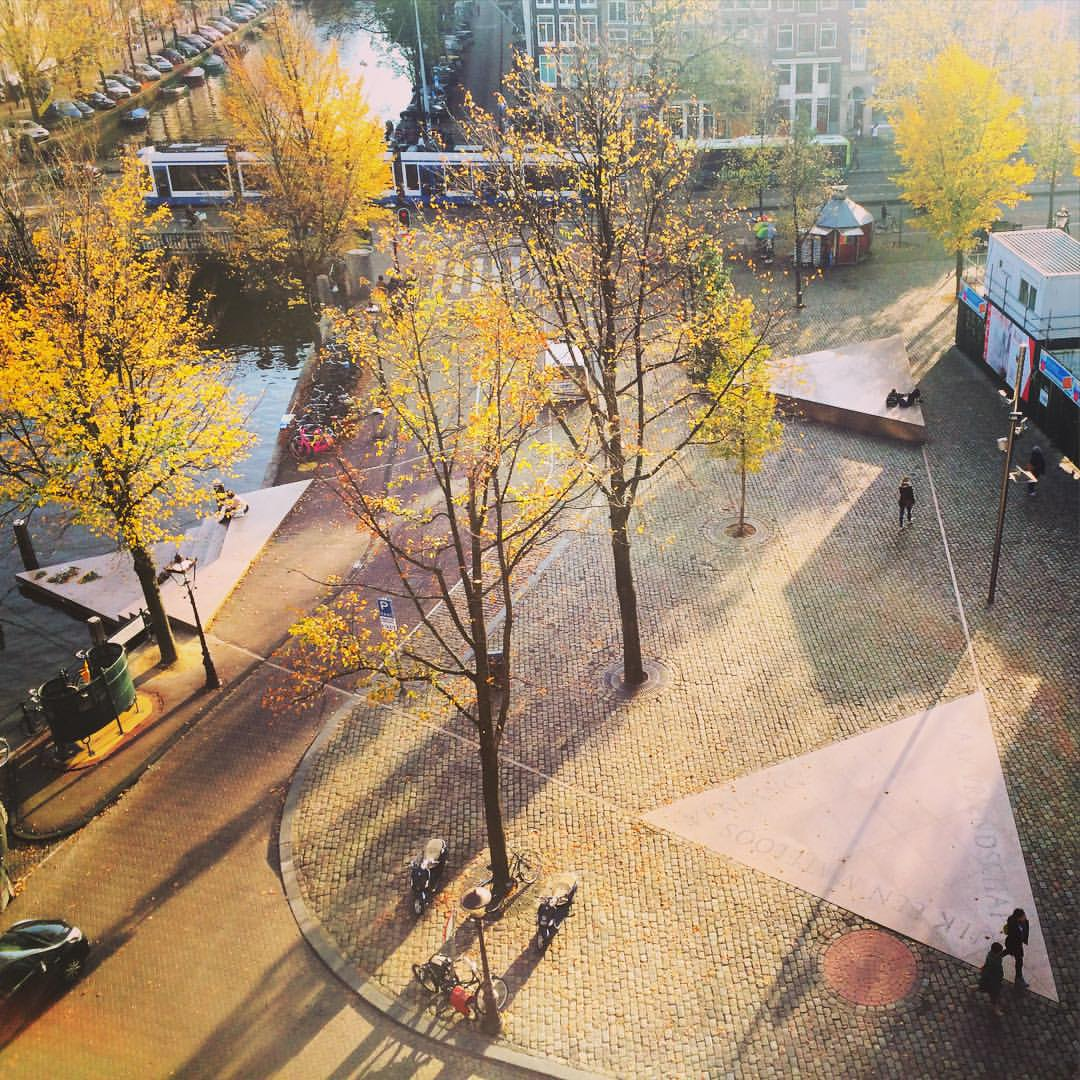
Vista del Homomonument.

El tema del triángulo se basa en el símbolo del triángulo rosa, que los homosexuales detenidos en campos de concentración debían portar durante la época nazi y que más tarde ha sido adoptado por el movimiento de liberación gay. Más de 50.000 hombres fueron condenados por su homosexualidad durante el gobierno nazi. De 10.000 a 15.000 fueron enviados a campos de concentración, donde murieron un 60%. Aunque el Homomonument se describe a menudo como un monumento a las víctimas gais de la persecución nazi, la intención es de conmemorar a todos los hombres gais y lesbianas que han sufrido y continúan sufriendo persecuciones en todos los países y todas las épocas.

Además del triángulo en el canal, que tiene una serie de escaleras que llevan a la altura del agua, donde se colocan a menudo coronas de flores, existe un triángulo de 60 cm de altura y otro a nivel de la calle. Los tres triángulos equiláteros, de 10 metros de lado, juntos forman un triángulo mayor, conectados entre sí con una fina hilera de ladrillos de granito rosa. Este triángulo equilátero mayor tiene 36 metros de lado.

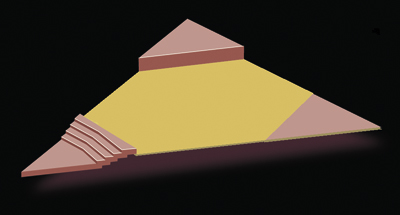
Imagen en 3D del aspecto del monumento.

La alineación de los tres vértices del triángulo mayor, tienen significado simbólico. Uno apunta hacia el monumento nacional de la guerra en la plaza Dam. Otro apunta hacia la casa de Anne Frank, una chica judía que fue deportada por los nazis y que murió en el campo de concentración. El tercer vértice señala hacia la sede de COC Nederland, el grupo de liberación gay neerlandés fundado en 1946, que lo convierte en la organización LGBT más antigua del mundo que sigue en funcionamiento.
En el triángulo que señala hacia la casa de Anne Frank está grabado un verso del poeta judío y homosexual Jacob Israël de Haan (1881-1924): Naar Vriendschap Zulk een Mateloos Verlangen («Tal deseo infinito de amistad»). El texto pertenece al poema A un joven pescador.